# Josef Glazik
Josef Glazik MSC (* 1. Februar 1913 in Haspe; † 1997) war ein Herz-Jesu-Missionar und Hochschullehrer.

## Leben
Er besuchte das Realgymnasium in Hagen und ab 1926 das Gymnasium der der Hiltruper Herz-Jesu-Missionare in Boppard und Hiltrup. Nach dem Abitur 1933 am Kreisgymnasium in Heinsberg trat er in das Noviziat der Hiltruper Missionare in Vussem ein und legte 1937 seine Profess ab. Er studierte bei den Herz-Jesu-Missionaren in Kleve Philosophie und dann bis 1940 Theologie an der Pontificia Universitas Gregoriana. Am 30. Juli 1939 wurde er in Rom zum Priester geweiht. Nach dem Wehrdienst im Zweiten Weltkrieg und anschließender sowjetischer Kriegsgefangenschaft, studierte er ab 1950 Missionswissenschaften in Münster, wo er 1953 promovierte (Die russisch-orthodoxe Heidenmission seit Peter dem Großen. Ein missionsgeschichtlicher Versuch nach russischen Quellen und Darstellungen) und fünf Jahre wissenschaftlicher Assistent war. Nach der Habilitation (Die Islammission der Russisch-Orthodoxen Kirche. Eine missionsgeschichtliche Untersuchung nach russischen Quellen und Darstellungen) am 5. Februar 1958 wurde er war am 1. Februar 1959 erster Extraordinarius für Missionswissenschaften an der Universität Würzburg und am 23. Oktober 1961 ordentlicher Professor an der Universität Münster.

## Schriften (Auswahl)
- Warum Mission?. Geschichte – Gestalten – Modelle. Sankt Ottilien 1984, ISBN 3-88096-371-1.
- Berufung ist Sendung. Leutesdorf 1991, ISBN 3-7794-1201-2.
- mit Hans-Georg Beck, Karl August Fink, Erwin Iserloh und Hans Wolter: Vom kirchlichen Hochmittelalter bis zum Vorabend der Reformation. Darmstadt 2017, ISBN 978-3-534-26890-0.
- mit Erwin Iserloh und Hubert Jedin: Reformation, katholische Reform und Gegenreformation. Darmstadt 2017, ISBN 978-3-534-26890-0.